# Mraźnica (Pieniny)
Mraźnica, Mroźnica – niewielka polana na północnym stoku Flaków w Pieninach Czorsztyńskich, tuż po północnej stronie dużej polany Zaukierze. Północno-zachodni skraj Mraźnicy dochodzi do drogi z Krośnicy do Sromowiec Wyżnych. Północno-wschodnim skrajem polany spływa niewielki potok będący lewym dopływem Głębokiego. Pod względem administracyjnym Mraźnica należy do wsi Sromowce Wyżne w województwie małopolskim, w powiecie nowotarskim, w gminie Czorsztyn. Znajduje się w obrębie Pienińskiego Parku Narodowego na stromym stoku opadającym z koszonej polany Zaukierze na północ. Na Mraźnicy nie dokonuje się odkrzaczania i koszenia, wskutek czego zarasta lasem.
Dzięki specyficznym warunkom glebowym, klimatycznym i geograficznym łąki i polany Pienińskiego Parku Narodowego są siedliskiem bardzo bogatym gatunkowo. W latach 1987–1988 znaleziono tu bardzo rzadki, w Polsce zagrożony wyginięciem gatunek porostu – ochrost niepozorny Ochrolechia arborea, a w 2014 storczyk dwulistnik muszy.
Nazwa „mraźnica”, wywodząca się z kręgu gwar góralskich polskich Karpat, oznacza miejsce w górach, w którym zimowały i kociły się owce.